# Сельское поселение Демиховское
Сельское поселение Де́миховское — упразднённое муниципальное образование (сельское поселение) в составе Орехово-Зуевского района Московской области. 1 января 2018 года его территория вошла в городской округ Орехово-Зуево.
Административный центр — деревня Демихово.

## География
Поселение находится в западной части Орехово-Зуевского района, между городами Павловский Посад и Орехово-Зуево, на берегах реки Вырки, притока реки Клязьмы. Площадь территории муниципального образования — 6208 га.

## История
Муниципальное образование сельское поселение Демиховское в существующих границах было образовано в 2005 году на основании закона Московской области «О статусе и границах Орехово-Зуевского муниципального района и вновь образованных в его составе муниципальных образований». Ранее эта территория входила в состав Зуевской волости Богородского уезда, затем — в Фёдоровской волости Орехово-Зуевского уезда.

## Население
| 2006  | 2007  | 2008  | 2009  | 2010  | 2011  |
| ----- | ----- | ----- | ----- | ----- | ----- |
| 6745  | ↘6319 | ↘6269 | ↘6239 | ↗6728 | ↗6737 |
| 2012  | 2013  | 2014  | 2015  | 2016  | 2017  |
| →6737 | ↘6685 | ↘6658 | ↗6724 | ↘6691 | ↘6646 |

## Состав поселения
В состав сельского поселения входят 7 населённых пунктов бывшего Демиховского сельского округа:
| Вид     | Наименование    | Население, чел. (2010) |
| ------- | --------------- | ---------------------- |
| деревня | Демихово        | 5563                   |
| деревня | Красная Дубрава | 420                    |
| деревня | Нажицы          | 92                     |
| деревня | Нестерово       | 71                     |
| деревня | Сермино         | 15                     |
| деревня | Фёдорово        | 374                    |
| деревня | Щербинино       | 193                    |